# Мінко Євген Володимирович
Євген Володимирович Мінко (нар. 30 липня 1983) — український письменник, публіцист, психоаналітик. 

## Біографія

### Освіта
Закінчив магістратуру Національного університету «Києво-Могилянська академія» за спеціальністю «Юдаїка». Дипломний проєкт «Репресивна антисемітська політика у сновидіннях європейських євреїв першої половини ХХ ст.» готував під науковим керівництвом історика Володимира Маслійчука. 

### Кар'єра та творчість
З початку 2000-х років друкується у ЗМІ: у виданнях «Критика», «Українська правда», «День», «Український тиждень» та багатьох інших. 
Був редактором міжнародного тижневика «Профіль Україна» та ведучим Першого національного каналу. 
У 2007-2010 роках був головним редактором журналу «Телекритика». 
Під час роботи в «Телекритиці» висвітлював, зокрема, інформаційні спецоперації Росії, направлені на українську аудиторію та на формування негативного іміджу України за кордоном. 
Так, Мінко розслідував співпрацю Української православної церкви Московського патріархату з українською піар-агенцією після скандалу із руйнуванням воріт Нижньої лаври у 2007 році. 
У травні 2008 року Мінко опублікував розслідування щодо матеріалів закордонних ЗМІ про нібито масовий продаж у Києві ляльок Адольфа Гітлера. Матеріали, які базувалися на репортажі Першого каналу Росії із коментарями Олеся Бузини, з'явилися на сайтах BBC, Deutsche Welle та у газеті Daily Mail. Після виходу публікації Мінка Deutsche Welle видалила свій оригінальний матеріал та опублікувала інтерв'ю з головним редактором «Телекритики» із роз’ясненнями щодо походження цієї дезінформації. BBC також видалила свій матеріал та розпочала службову перевірку з його приводу. Daily Mail опублікувала спростування своєї статті та вибачилася перед читачами.
У жовтні 2008 року скандал навколо сфабрикованої історії про продаж ляльок Гітлера та інших фейкових матеріалів призвів до рішення Національної ради з питань телебачення та радіомовлення заборонити ретрансляцію Першого каналу Росії у кабельних мережах України. 
У 2016 році Євген Мінко разом із фотографом Валерієм Мілосердовим видали книгу «Я, Анна Чиллаґ». Книга була представлена у фонді Ізоляція в Києві. Ті екземпляри, що не були придбані в день прем'єри, знищили за задумом авторів. 

У 2018 році Мінко та Мілосердов виступили із лекцією про процес створення та знищення книги в день відкриття Книжкового Арсеналу. 
«Ця книжка, мабуть, найдивніше явище сезону — якщо в українській літературі, заклопотаній підготовками до численних форумів видавців та інших суто реалізаційних заходів, взагалі бувають якісь сезони.
[...]
Залишки у вигляді проданих примірників — це все, що залишилося після вогняного перформансу, який, звичайно, апелює до «смерті автора» в інтерпретації Ролана Барта. Що ж до решти перверсій, то у даному випадку автор книжки віщає від імені Анни Чиллаґ — дівчини, яка уособлює торгову марка засобів для догляду за волоссям, популярних в Європі на зламі XIX-ХХ століть. Образ Чиллаґ був відомий жителям всіх імперій, в яких протягом кількох десятиліть постійно друкувалася газетна реклама цих засобів.

Власне, за таким самим принципом і побудована книжка. Кожна історія починається зі сповіді чергового героя, що нагадує «парфумерний» оригінал. Так, наприклад, до нас несподівано озивається Валері Соланас, яка стріляла в Енді Уорхола, а слідом — такий собі Жан, що цілком може бути Бодріяром, відомим адептом поп-науки нашого сьогодення. І поєднує всі ці оповідки, ілюстровані історією ХХ століття у фотографіях Валерія Мілосердова, саме образ Анни Чиллаґ». Ігор Бондар-Терещенко, з рецензії у виданні НВ
«Євген Мінко — український письменник, публіцист, психоаналітик, чиї публікації в українських ЗМІ з 2000-х років загалом були зосереджені на проблемі інформаційної маніпуляції, дезінформації як засобу впливу на суспільну свідомість. Його книга «Я, Анна Чиллаґ» — таке собі абсурдистське «дослідження» про рекламу та стереотипи сприйняття [...] Фотографії В. Мілосердова не ілюструють, а цілком рівноцінно продовжують тексти автора. Документальні натурні знімки предметів, фрагментів, подій, ситуацій, побутових, повсякденних та більш «соціально значимих» (чорноволоса дівчина, що біжить по дорозі, солдат з ритуального караулу, що впав на Алеї Слави, ведмідь у клітці, розбитий літак серед лісу, люди на вулиці та біля розритої могили…) утворюють багатоголосну розповідь про людське життя, де головне неможливо відрізнити від випадкового, де все важливе і варте уваги». Галина Скляренко, зі статті у науковому збірнику «Сучасне мистецтво»
Після початку російського вторгнення в Україну в лютому 2022 року Мінко назвав Володимира Путіна параноїком, у чиєму сні вимушене перебувати людство:
«...Виступи Путіна напередодні вторгнення і після нього були наче хрестоматійною ілюстрацією паранояльного дискурсу. Його особливістю є те, що нашарування сенсів, арґументів на захист певної теорії виглядають надзвичайно переконливими. Настільки, що їхня логіка спокушає розділити переконання чи страхи того, хто мовить у цьому реґістрі. Але є одна ключова особливість: у центрі цих нашарувань завжди знаходиться абсолютно безглузда, абсурдна ідея, що не витримує жодної критичної перевірки. Як от ідея про нацистів, котрі, надуривши Лєніна, керують Україною за рознарядками аґресивного блоку НАТО».
У вересні 2022 року Центр юдаїки Алана Д. Ліві Університету Каліфорнії в Лос-Анджелесі оголосив, що Євген Мінко став його запрошеним дослідником. Мінко анонсував роботу над новою книгою: дослідженням сновидінь євреїв у часи Голокосту та антисемітського терору Сталіна. 

## Відгуки
«В авангардних формах медіакритики іронія й сарказм набувають такої вишуканої ефемерності, що споживач просто неспроможний їх розрізнити. Яскравим прикладом тут є публіцист Євген Мінко, чий авторський цикл відеоінтерв’ю «Усатый нянь» публікується на сайті «Медіаняня». Спілкуючись із неоднозначними, часто скандальними, епатажними, а для певного кола — комедійними персонажами журналістики та шоу-бізнесу, Євген чергує знущально-іронічні запитання з виявами захвату, нещирість якого є очевидною хіба що для невеликої частини утаємничених глядачів. Саркастичний панегірик може сприйматись багатьма як щира похвала, а переносний сенс — як прямий». Отар Довженко, видання «Медіакритика», про програму Євгена Мінка «Усатый нянь»
З рецензії на книгу «Я, Анна Чиллаґ»: 
«У короткій біографічній довідці про письменника сказано, зокрема, таке: «Автор <…> численних статей, присвячених проблемам Реального», хоча зі змісту книжки випливає радше те, що саме Реальне є проблемою. Навіть не у філософському, а в побутовому сенсі. Реальне — це щось таке, що заважає нам жити. Майже як скалка в пальці чи кістка в горлі. Нам, не авторові — він, попри свою відразу до нього, змирився та зжився із Реальним, а власне невдоволення перетворив на перформативне дійство, яке цілком можна продавати. Книжку «Я, Анна Чиллаґ» було презентовано 30 листопада 2016 року в межах однойменного перформансу, під час якого Євген Мінко читав лекцію «Шизофренія і ХХ століття», а після цього палив примірники видання, які не вдалося продати під час заходу». «Критика»
З відгуку на книгу παρρησία: 
«Назва збірника есеїв "Паресія" відсилає до Мішеля Фуко та його концепції дискурсу, а сама лексема – до античної традиції вільної, безстрашної промови, яку виголошує носій істини навіть за умов значного ризику для себе. Фуко аналізував явище паресії у стосунку до влади. Владний контекст так само важливий і для Мінка, схильного розглядати істину у фукоїстській традиції як засіб кидати виклик владі, підважувати її та суперечити їй. Мінко йде далі, прагнучи зануритися в концептуальні основи істини, і пошуки приводять його до психоаналітичних тлумачень істини й хиби як бінарних опозицій, що допомагають підтримувати сталість психіки людини, включеної в суспільне життя». Володимир Шелухін, «Критика»
Зі статті про виставку «Закликання Кармапи» (основна стаття: Трінлей Тхає Дордже — Образ у мистецтві):
«Концепція виставки «Закликання Кармапи» локальна і виразна, що вигідно різнить її від звичної нам провінційної глобалістики. Зібравши на одній території твори майстрів буддистського релігійного мистецтва XIX—ХХ століть із Тібету, Індії, Непалу й України та живопис рейтингових сучасних українських художників різних напрямів, об’єднаний алюзіями з буддизмом, Мінко склав яскраве візуальне послання з конкретним адресатом. Це — один із трьох основних лам Тібету, лідер школи Карма Каг’ю XVII Г’ялва Кармапа Трінле Тхайе Дордже, Лама в Чорній короні, серед вражаючих титулів якого — «Король йогів» і «Повелитель карми». 

…У не позбавленій іронії експозиції укорінена в тисячолітню традицію пластика ритуальної скульптури і декоративної яскравості ламаїстських тханок (канонічних зображень будда-аспектів чи, простіше кажучи, буддистських ікон на шовку) співіснують із розмаїттям висококласного живопису. Сучасне українське мистецтво представлене тут у різнобарвності: інтелектуальна елегантність Володимира Будникова, почуттєві спалахи Іллі Чичкана, іконографічна вишуканість Юрія Нікітіна, фантастичний дурман Олександра Гнилицького, мінімалістське естетство Віктора Покиданця, дитяча свіжість Ксенії Гнилицької». «Дзеркало тижня», «Мандала Мінко»

## Художні виставки (в якості куратора)
- «Закликання Кармапи». Київ, галерея L-Art, 2003[29].

У складі кураторської групи «Хазарія»:
- «Комплектація». За участі Алли Загайкевич, Kotra, Zavoloka. Київ, «Квартира Бабуїн», 2004[30].
- «Пурифікація». Київ, Національна спілка художників України, 2004[31].

## Професійні організації
Євген Мінко є членом Міжнародної федерації журналістів та Міжнародного суспільства соціальних та психологічних підходів до психозів.